# HMS Göteborg (K21)

HMS Göteborgs vapen.

HMS Göteborg (K21) är en av svenska marinens korvetter av Göteborg-klass. Hon är systerfartyg till korvetterna HMS Gävle (K22), HMS Kalmar (K23) och HMS Sundsvall (K24). Göteborg-klassen är den näst störst av korvettklasserna efter Visby-klassen.
HMS Göteborg ligger sedan 2008 i malpåse avrustad tillsammans med HMS Kalmar (K23) i Karlskrona örlogsbas.